# 突唇长足虻属
突唇长足虻属（学名：Ahercostomus）为长足虻科的一个属。

## 下属物种
本属包括以下物种：
- 江城突唇长足虻 Ahercostomus jiangchenganus (Yang & Saigusa, 2001)